# Орландо Миракл
«Орландо Миракл» (англ. Orlando Miracle) — американская профессиональная женская баскетбольная команда, которая выступала в Восточной конференции женской национальной баскетбольной ассоциации (ЖНБА). Команда базировалась в городе Орландо (штат Флорида), была основана в 1999 году, свои же домашние матчи она проводила в «ТД Уотерхаус-центре». Наибольших успехов «Орландо» добилась в сезоне 2000 года, когда команда единственный раз в своей истории сумела выйти в плей-офф. В 2003 году клуб был вынужден переехать в город Анкасвилл (штат Коннектикут) и сменить не только название, но и франшизу на «Коннектикут Сан».
За время существования клуба в нём выступали такие известные баскетболистки, как Шеннон Джонсон, Эдриэнн Джонсон, Кэти Дуглас, Тадж Макуильямс, Венди Палмер, Элейн Пауэлл, Никеша Сейлз и Шери Сэм и Тари Филлипс.

## История команды
За свою короткую историю «Орландо Миракл» отыграли в лиге четыре сезона, выступая под руководством Кэролин Пек и Ди Брауна. В 2000 году команда единственный раз в своей истории сумела выйти в плей-офф, где в трёх матчах уступила клубу «Кливленд Рокерс». В сезоне 2002 года команда завершила чемпионат с результатом 16-16, который оказался для «Миракл» последним. После его окончания женская НБА окончательно продала права собственности на свои франшизы владельцам команд НБА или третьим лицам, но владелец команды «Орландо Мэджик» Ричард Девос решил прекратить субсидирование «Миракл», а владельцы команды не смогли насобирать достаточно денег, чтобы соответствовать новым правилам ЖНБА, и свернули организацию 21 октября 2002 года. За время своих выступлений в ассоциации клуб одержал 60 побед и потерпел 68 поражений.
28 января 2003 года ЖНБА объявила о продаже франшизы «Миракл» индейскому племени мохеганов, которое перевело команду в комплекс «Мохеган Сан» в Анкасвилле (штат Коннектикут), где та стала называться «Коннектикут Сан». «Сан» стал первым клубом ЖНБА, который был расположен на рынке, не входящем в НБА, или управлялся группой владельцев, не входящей в НБА. В этом же году обанкротилась ещё одна команда из Флориды — «Майами Сол», франшиза и логотип которой очень похожи на «Коннектикут Сан».

## Протокол сезонов ЖНБА
| Сезон          | Конференция    | Место          | Регулярный чемпионат | Регулярный чемпионат | Регулярный чемпионат | Плей-офф                                                  | Тренер                                     | Ссылки                                     |
| Сезон          | Конференция    | Место          | Победы               | Поражения            | Процент              | Плей-офф                                                  | Тренер                                     | Ссылки                                     |
| Орландо Миракл | Орландо Миракл | Орландо Миракл | Орландо Миракл       | Орландо Миракл       | Орландо Миракл       | Орландо Миракл                                            | Орландо Миракл                             | Орландо Миракл                             |
| -------------- | -------------- | -------------- | -------------------- | -------------------- | -------------------- | --------------------------------------------------------- | ------------------------------------------ | ------------------------------------------ |
| 1999           | Восточная      | 4-е            | 15                   | 17                   | 46,9                 | Не квалифицировалась в плей-офф                           | Кэролин Пек                                | [ 3 ]                                      |
| 2000           | Восточная      | 3-е            | 16                   | 16                   | 50,0                 | Проиграла в полуфинале конференции «Рокерс» со счётом 1:2 | Кэролин Пек                                | [ 4 ]                                      |
| 2001           | Восточная      | 5-е            | 13                   | 19                   | 40,6                 | Не квалифицировалась в плей-офф                           | Кэролин Пек                                | [ 5 ]                                      |
| 2002           | Восточная      | 5-е            | 16                   | 16                   | 50,0                 | Не квалифицировалась в плей-офф                           | Ди Браун                                   | [ 6 ]                                      |
| Регулярки      | Регулярки      | Регулярки      | 60                   | 68                   | 46,9                 | 0 титулов победителя Восточной конференции                | 0 титулов победителя Восточной конференции | 0 титулов победителя Восточной конференции |
| Плей-офф       | Плей-офф       | Плей-офф       | 1                    | 2                    | 33,3                 | 0 титулов победителя турнира женской НБА                  | 0 титулов победителя турнира женской НБА   | 0 титулов победителя турнира женской НБА   |

## Статистика игроков
| Сезоны | Лучшие игроки команды по пяти главным статистическим показателям | Лучшие игроки команды по пяти главным статистическим показателям | Лучшие игроки команды по пяти главным статистическим показателям | Лучшие игроки команды по пяти главным статистическим показателям | Лучшие игроки команды по пяти главным статистическим показателям | Ссылки |
| Сезоны | PPG                                                              | RPG                                                              | APG                                                              | SPG                                                              | BPG                                                              | Ссылки |
| ------ | ---------------------------------------------------------------- | ---------------------------------------------------------------- | ---------------------------------------------------------------- | ---------------------------------------------------------------- | ---------------------------------------------------------------- | ------ |
| 1999   | Шеннон Джонсон (14,0)                                            | Тадж Макуильямс (7,5)                                            | Шеннон Джонсон (4,4)                                             | Никеша Сейлз (2,2)                                               | Тадж Макуильямс (1,2)                                            | [ 3 ]  |
| 2000   | Эдриэнн Джонсон (13,4)                                           | Тадж Макуильямс (7,4)                                            | Шеннон Джонсон (5,3)                                             | Тадж Макуильямс (1,8)                                            | Синтия дос Сантос (2,0)                                          | [ 4 ]  |
| 2001   | Никеша Сейлз (13,5)                                              | Тадж Макуильямс (7,6)                                            | Элейн Пауэлл (3,1)                                               | Никеша Сейлз (2,2)                                               | Тадж Макуильямс (1,6)                                            | [ 5 ]  |
| 2002   | Шеннон Джонсон (16,1)                                            | Венди Палмер (5,8)                                               | Шеннон Джонсон (5,3)                                             | Никеша Сейлз (1,9)                                               | Тадж Макуильямс (1,1)                                            | [ 6 ]  |

## Состав в сезоне 2002
| \| Поз. \| № \| Гражд. \| Имя \| Дата рождения (возраст) \| Рост \| Вес \| Звание \| \| ---- \| -- \| ------ \| ------------------ \| ------------------------- \| ------ \| ----- \| ------ \| \| Ф/Ц \| 0 \| \| Кларисс Мачангуана \| 4 октября 1976 (48 лет) \| 196 см \| 81 кг \| \| \| Ф \| 3 \| \| Венди Палмер \| 12 августа 1974 (50 лет) \| 188 см \| 74 кг \| \| \| Ф \| 10 \| \| Карла Макги \| 6 марта 1968 (57 лет) \| 185 см \| 78 кг \| \| \| Ф/Ц \| 11 \| \| Тадж Макуильямс \| 20 октября 1970 (54 года) \| 188 см \| 88 кг \| \| \| З \| 12 \| \| Тиффани Маккейн \| 8 марта 1978 (47 лет) \| 178 см \| 72 кг \| \| \| З \| 14 \| \| Шеннон Джонсон \| 18 августа 1974 (50 лет) \| 170 см \| 68 кг \| \| \| Ф \| 21 \| \| Брук Уайкофф \| 30 марта 1980 (45 лет) \| 185 см \| 83 кг \| \| \| Ф/Ц \| 22 \| \| Джесси Хикс \| 2 декабря 1971 (53 года) \| 193 см \| 85 кг \| \| \| Ц \| 28 \| \| Синтия дос Сантос \| 31 января 1975 (50 лет) \| 196 см \| 84 кг \| \| \| З \| 31 \| \| Эдриэнн Джонсон \| 5 февраля 1974 (51 год) \| 178 см \| 69 кг \| \| \| З/Ф \| 32 \| \| Кэти Дуглас \| 7 мая 1979 (46 лет) \| 183 см \| 74 кг \| \| \| З/Ф \| 42 \| \| Никеша Сейлз \| 10 мая 1976 (49 лет) \| 183 см \| 83 кг \| \| | Главный тренер - Ди Браун Ассистенты тренера - Вонн Рид - Валери Стилл Легенда - (К) — Капитан команды Последнее изменение: 1 сентября 2002 года |                |                    |                           |        |       |        |
| Поз. | № | Гражд.         | Имя                | Дата рождения (возраст)   | Рост   | Вес   | Звание |
| Ф/Ц | 0 | Флаг Мозамбика | Кларисс Мачангуана | 4 октября 1976 (48 лет)   | 196 см | 81 кг |        |
| Ф | 3 | Флаг США       | Венди Палмер       | 12 августа 1974 (50 лет)  | 188 см | 74 кг |        |
| Ф | 10 | Флаг США       | Карла Макги        | 6 марта 1968 (57 лет)     | 185 см | 78 кг |        |
| Ф/Ц | 11 | Флаг США       | Тадж Макуильямс    | 20 октября 1970 (54 года) | 188 см | 88 кг |        |
| З | 12 | Флаг США       | Тиффани Маккейн    | 8 марта 1978 (47 лет)     | 178 см | 72 кг |        |
| З | 14 | Флаг США       | Шеннон Джонсон     | 18 августа 1974 (50 лет)  | 170 см | 68 кг |        |
| Ф | 21 | Флаг США       | Брук Уайкофф       | 30 марта 1980 (45 лет)    | 185 см | 83 кг |        |
| Ф/Ц | 22 | Флаг США       | Джесси Хикс        | 2 декабря 1971 (53 года)  | 193 см | 85 кг |        |
| Ц | 28 | Флаг Бразилии  | Синтия дос Сантос  | 31 января 1975 (50 лет)   | 196 см | 84 кг |        |
| З | 31 | Флаг США       | Эдриэнн Джонсон    | 5 февраля 1974 (51 год)   | 178 см | 69 кг |        |
| З/Ф | 32 | Флаг США       | Кэти Дуглас        | 7 мая 1979 (46 лет)       | 183 см | 74 кг |        |
| З/Ф | 42 | Флаг США       | Никеша Сейлз       | 10 мая 1976 (49 лет)      | 183 см | 83 кг |        |

## Главные тренеры
| Тренер      | Сезоны    | Победы и поражения (процент) | Победы и поражения (процент) | Ссылки |
| Тренер      | Сезоны    | Регулярка                    | Плей-офф                     | Ссылки |
| ----------- | --------- | ---------------------------- | ---------------------------- | ------ |
| Кэролин Пек | 1999—2001 | 44-52 (45,8)                 | 1-2 (33,3)                   | [ 7 ]  |
| Ди Браун    | 2002      | 16-16 (50,0)                 | 0-0 (0,0)                    | [ 8 ]  |
| Всего       |           | 60-68 (46,9)                 | 1-2 (33,3)                   |        |

## Генеральные менеджеры
- Кэролин Пек (1999—2002)
- Ди Браун (2002)

## Индивидуальные и командные награды
| Награды[b]                  | Игроки, тренеры и сезоны | Ссылки |
| --------------------------- | ------------------------ | ------ |
| Чемпионка ЖНБА              | нет                      |        |
| Финал ЖНБА                  | нет                      |        |
| Плей-офф ЖНБА               | 1 (2000)                 |        |
| MVP ЖНБА                    | нет                      | [ 9 ]  |
| MVP финала ЖНБА             | нет                      | [ 10 ] |
| MVP ASG ЖНБА                | нет                      |        |
| Лучший игрок обороны        | нет                      | [ 11 ] |
| Самый прогрессирующий игрок | нет                      | [ 12 ] |
| Спортивное поведение        | нет                      | [ 13 ] |
| Лучший новичок              | нет                      | [ 14 ] |
| Лучший тренер               | нет                      | [ 15 ] |

- b  В таблицу включены лишь те призы, которыми награждались игроки за время существования команды.

## Известные игроки
- Шеннон Джонсон
- Эдриэнн Джонсон
- Кэти Дуглас
- Андреа Конгривз
- Карла Макги
- Тадж Макуильямс
- Кларисс Мачангуана
- Иоланда Мур
- Венди Палмер
- Элейн Пауэлл
- Никеша Сейлз
- Тора Субер
- Шери Сэм
- Брук Уайкофф
- Тари Филлипс
- Джесси Хикс

## Участники матчей всех звёзд
| Год  | Участники матчей всех звёзд | Участники матчей всех звёзд                    |
| Год  | Стартовый состав            | Резервный состав                               |
| ---- | --------------------------- | ---------------------------------------------- |
| 1999 |                             | Шеннон Джонсон, Никеша Сейлз и Тадж Макуильямс |
| 2000 | Тадж Макуильямс             | Шеннон Джонсон и Никеша Сейлз                  |
| 2001 | Тадж Макуильямс             | Никеша Сейлз                                   |
| 2002 |                             | Шеннон Джонсон и Никеша Сейлз                  |